# إبراهام توماس
إبراهام توماس (بالإنجليزية: Abraham Thomas)‏ هو جراح هندي، ولد في 26 يوليو 1950.